# Chrysopogon gammonensis
Chrysopogon gammonensis är en tvåvingeart som beskrevs av Lavigne 2006. Chrysopogon gammonensis ingår i släktet Chrysopogon och familjen rovflugor. Inga underarter finns listade i Catalogue of Life.